# Посадка на фюзеляж

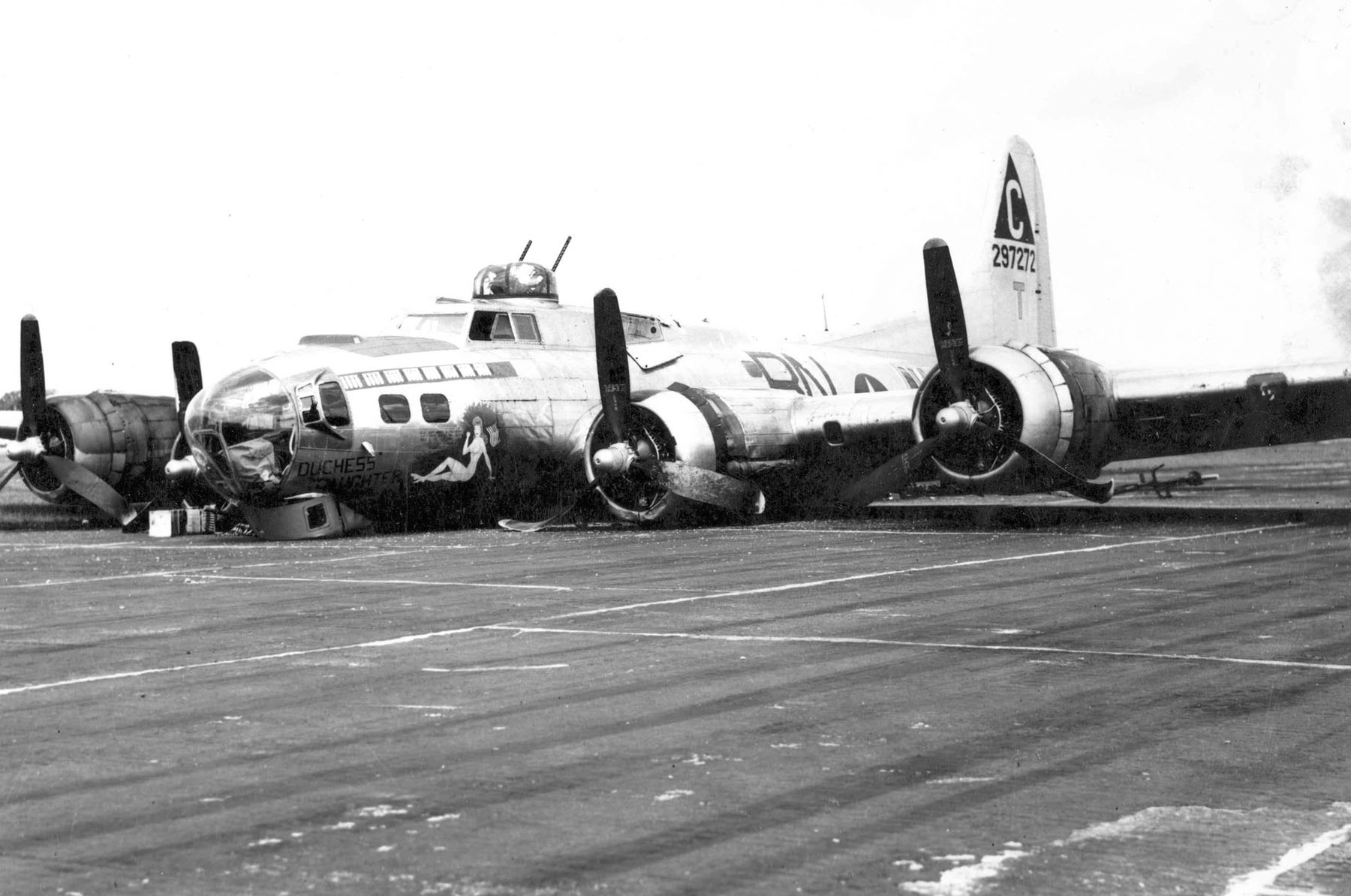
Boeing B-17 «Duchess' Daughter» після посадки на фюзеляж, 1944 рік.

Посадка на фюзеляж, посадка «на черево» — авіаційний інцидент, коли літак здійснює посадку зі втягненим або не повністю випущеним шасі і торкається ЗПС або землі нижньою поверхнею фюзеляжу.
Посадка такого типу несе в собі ризик того, що літак може перекинутися, розвалитися або при пошкодженні паливних баків загорітися, якщо приземлиться занадто швидко або занадто різко. Від пілота потрібна надзвичайна точність, щоб гарантувати, що літак приземлиться достатньо рівно, маючи при цьому достатню швидкість для збереження контролю. Сильний бічний вітер, погана видимість, пошкодження літального апарата або відсутність відповідних елементів керування значно підвищують небезпеку виконання приземлення на фюзеляж. Такі посадки є одним з найпоширеніших типів авіаційних інцидентів, хоча як правило, не призводять до катастрофічних результатів, якщо виконані уважно та обережно.

## Причини і профілактика

### Помилка пілота
Нерідко причиною приземлення з піднятим шасі є те, що пілот просто забув випустити шасі перед приземленням. В англійській мові для такої причини аварій використовується термін gear-up landing («посадка з піднятим шасі»), тоді як belly landing (дослівно «посадка на черево») значить, що випустити шасі було неможливо через механічну несправність.
На будь-якому літаку з висувним шасі опускання шасі є одним з пунктів контрольного списку пілота при посадці. Пілоти, що виконують пункти списку, не звіряючись з ним, напам'ять, можуть забути опустити шасі, відволіктися через якусь надзвичайну ситуацію тощо. Аварія B-17 «Duchess' Daughter» (див. ілюстрацію до статті) сталася через те, що під час нормального приземлення другий пілот ненавмисно натиснув перемикач шасі на втягування.
Усі літальні апарати з висувним шасі повинні мати індикатори стану шасі, що світяться певним кольором залежно від того, піднято шасі чи опущено, але неуважний пілот може забути подивитися на індикатори. Це змусило авіаконструкторів створити додаткові системи безпеки в літаку. Щоб зменшити ймовірність людської помилки, використовується звуковий сигнал, який спрацьовує, коли шасі не заблоковані, а дросельні заслонки двигуна налаштовані на приземлення. У більших літаках система попередження спрацьовує, коли закрилки налаштовані на посадку, а шасі — ні. Також використовується система попередження про наближення до землі або радарний висотомір, який активує сигнал, коли літак знаходиться близько до землі та знижується з невипущеним шасі. Але відомі випадки, коли не допомагав і цей сигнал, оскільки пілот не був знайомий з даним літальним апаратом і не знав, що значить сигнал (пілоти іноді плутали попереджувальний гудок шасі з попередженням про звалювання). Тому більшість авіалайнерів оснащено системою голосових повідомлень, яка дає пілоту чітку словесну вказівку: «НЕ ВИПУЩЕНІ ШАСІ».
Крім того, великі літаки призначені для керування двома пілотами, які працюють у команді. Один пілот керує літаком, забезпечує зв'язок і запобігає зіткненням, а інший керує системами літака. Це зменшує робоче навантаження на членів екіпажу, дозволяючи одному контролювати роботу іншого. Використання сучасних систем попередження та ефективне навчання екіпажу зробили подібні інциденти при посадці великих літаків надзвичайно рідкісними.

### Механічна несправність

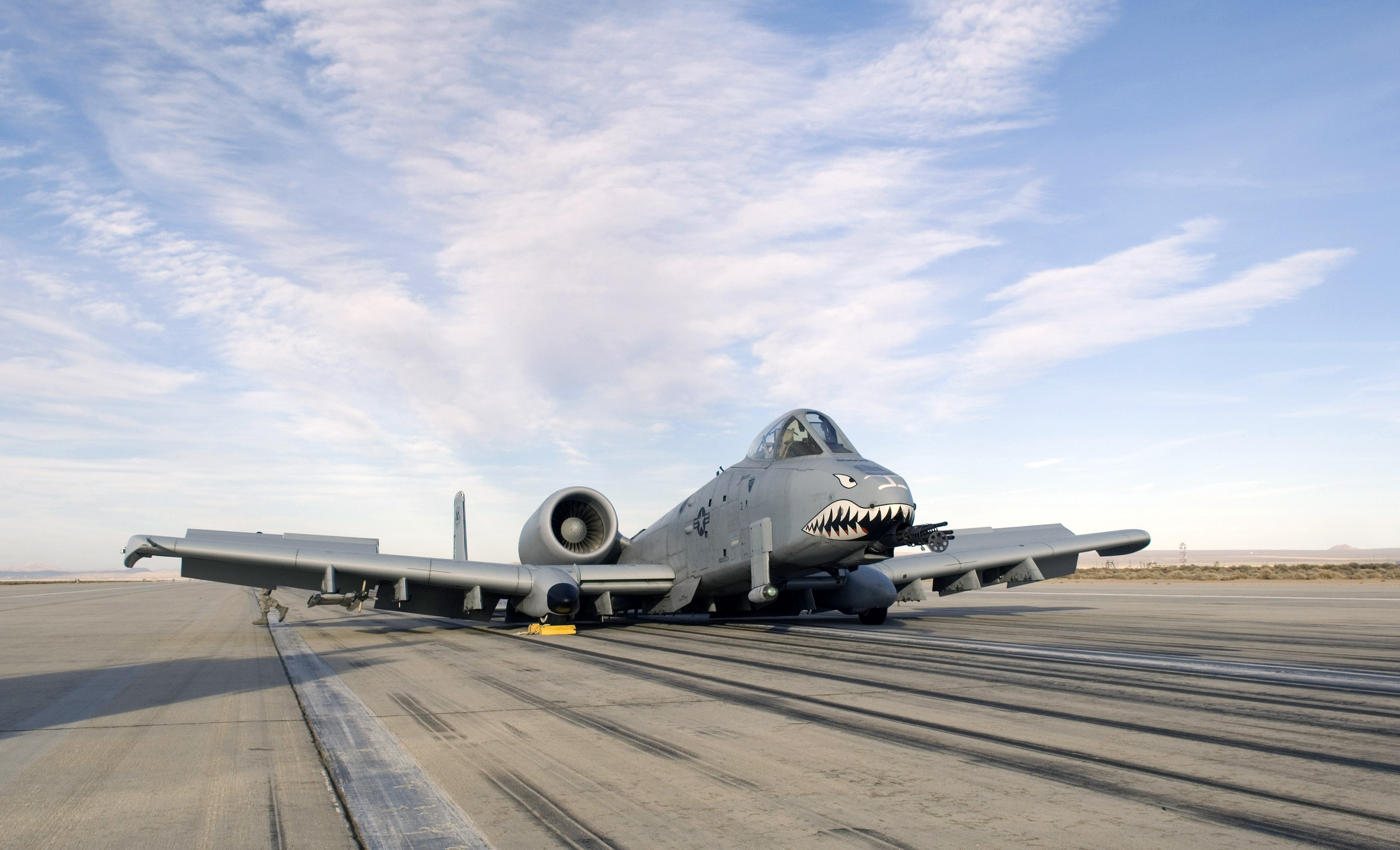
A-10 Thunderbolt II після аварійної посадки на авіабазі Едвардс.

Більшість шасі працюють за допомогою електродвигунів або гідравлічних приводів. На випадок виходу з ладу системи висування шасі зазвичай передбачено резервні системи. У разі виходу з ладу енергосистеми завжди доступна система аварійного випускання шасі, зокрема механізм вільного падіння, який роз'єднує фіксатори та дозволяє посадковому шасі вільно випасти, після чого воно фіксується під дією сили тяжіння та/або потоку повітря.
У випадках, коли лише одна стійка шасі не висувається, може бути безпечніше приземлитися взагалі без шасі, особливо під час посадки поза межами аеродрому, тому пілот може втягнути справні шасі та приземлитися на фюзеляж.
У деяких літаків, як-от A-10 Thunderbolt II, втягнуті головні колеса виступають із гондол, тому в разі приземлення без випуску шасі літак все одно їхатиме по землі на колесах.

## Приклади

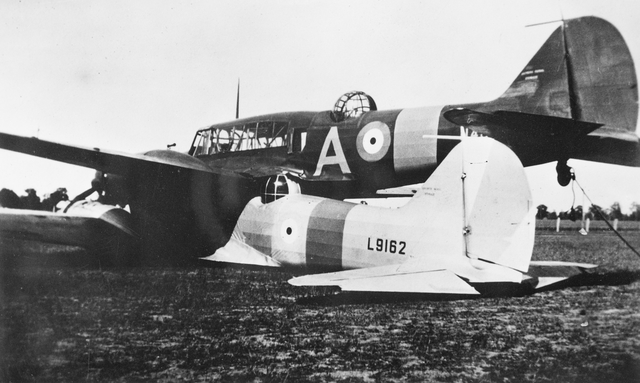
Зчеплені Avro Anson після приземлення.

- Зіткнення над Броклсбі (1940). 29 вересня 1940 року в результаті зіткнення в повітрі над штатом Новий Південний Уельс (Австралія) два літаки Avro Anson зчепилися разом. Обидва двигуни верхнього літака (далі N4876) вийшли з ладу під час зіткнення, але двигуни нижнього (далі L9162) продовжували обертатися на повну потужність. Пілот L9162 вистрибнув з парашутом, але пілот N4876, Леонард Грем Фуллер, виявив, що за допомогою елеронів і закрилків може контролювати обидва літака. Пролетівши таким чином ще 8 км, він успішно здійснив аварійну посадку на черево L9162 у полі в 6 км від містечка Броклсбі. Близько 200 м літак повз по траві, перш ніж зупинитися. Обидва літаки відремонтували, N4876 повернувся до льотної служби, L9162 використовували для навчань на землі.
- Авіакатастрофа під Парижем (1973)[en]. Boeing 707, не долетівши приблизно чотири кілометри до Орлі, був змушений здійснити аварійну посадку на фюзеляж у полі цибулі через сильне задимлення у салоні, яке сталося внаслідок пожежі в туалеті. Внаслідок самого приземлення ніхто не постраждав, але від чадного газу загинули 123 особи на борту зі 134 (багато з них були мертві ще до приземлення).
- Інцидент з Ту-154 в аеропорту Будапешт (2000)[en]. 4 липня 2000 року Ту-154 рейсу 262 угорської авіакомпанії Malév через помилку пілотів під час спроби посадки торкнувся ЗПС черевною частиною. Шасі не були випущені, оскільки пілоти вимкнули систему попередження, яка перед тим кілька разів спрацьовувала при пролетах на висоті 100 м над вершинами гір, після чого забули ввімкнути її знову. Диспетчери помітили, що літак не випустив шасі, попередили пілота, і той встиг зреагувати та перервати посадку, але перед тим як знову відірватися від ЗПС, літак проповз по ній близько 650 м на швидкості 300 км/год. З другої спроби літак приземлився нормально. Ніхто не постраждав. Ремонт літака визнали невигідним, оскільки у той час Угорщина поступово виводила з свої Ту-154 з експлуатації. Пошкоджений літак протягом кількох років використовувала для тренувань пожежно-рятувальна служба аеропорту.
- 9 квітня 2006 року пілоти посадили пожежний літак Canadair CL-215[en] на злітно-посадкову смугу в аеропорту Ізмір, не випустивши шасі. Екіпаж встиг перервати посадку і приземлити літак нормально. Ніхто не постраждав, але в корпусі літака з'явилася триметрова пробоїна. Літак відремонтували та повернули до експлуатації.
- Інцидент в аеропорту Варшава-Шопен. 1 листопада 2011 року на літаку Boeing 767 рейсу 016 авіакомпанії LOT у польоті з аеропорту Ньюарку до Варшави при заході на посадку не випустилися шасі через неполадку гідравлічної системи. Літак більше години кружляв над аеропортом, щоб витратити рештки палива і дати час пожежникам на землі підготувати ЗПС до аварійного приземлення. Нарешті літак здійснив посадку на черево. Ніхто не постраждав, але літак довелося списати.
- Катастрофа рейсу 8303 Пакистанських авіаліній під Карачі. 22 травня 2020 року Airbus A320 рейс 8303 авіакомпанії Pakistan International Airlines через помилку пілота здійснив посадку без випуску шасі. Пілоти змогли знову підняти літак у повітря, але перед тим він щонайменше 300 метрів проповз по ЗПС, під час цього торкнувшись її обома двигунами. Після повторного злету двигуни заглохли, і літак упав. Загинуло 97 з 99 людей на борту, а також один на землі.

### Безпілотна посадка на черево

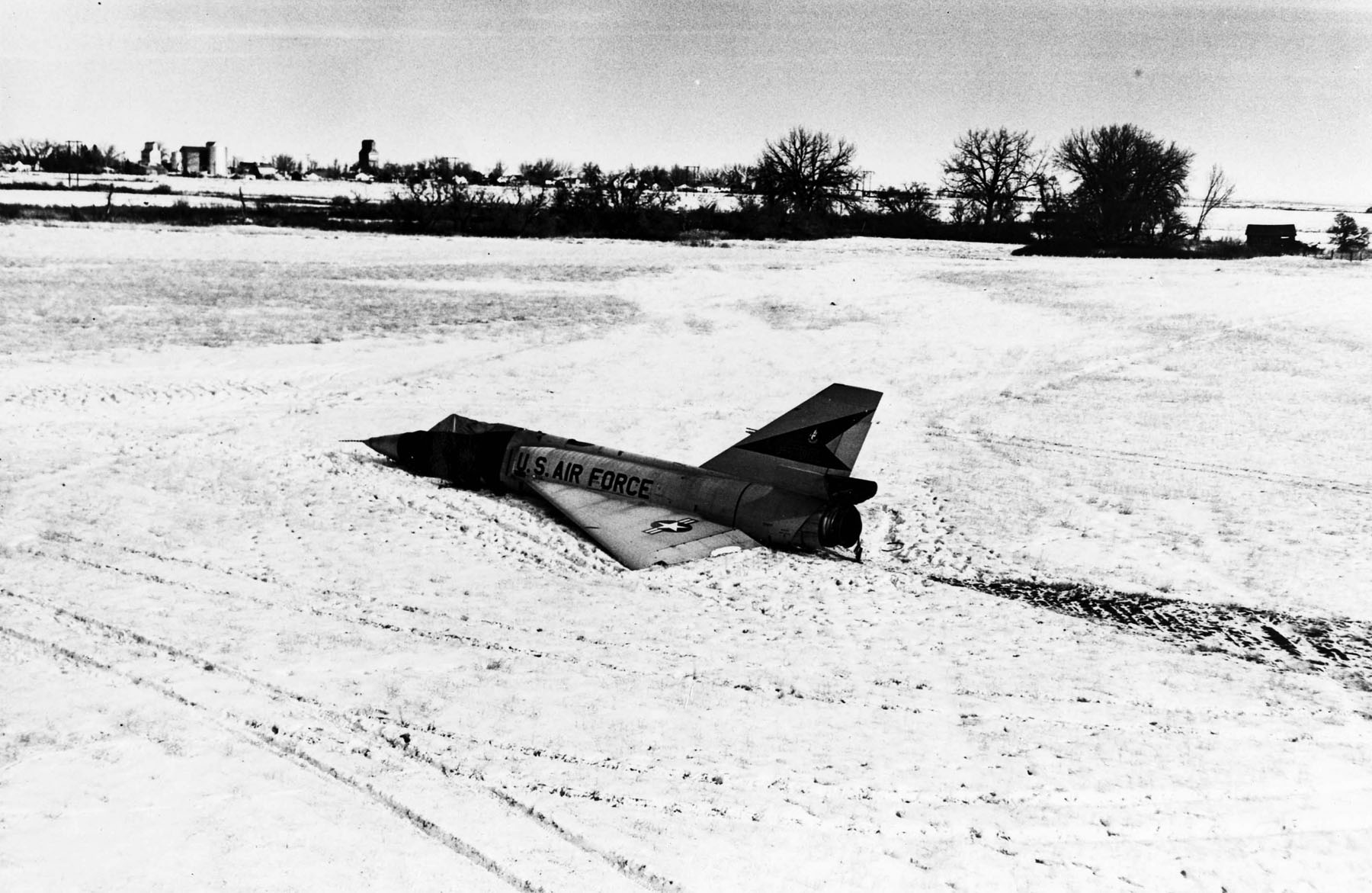
«Кукурудзяний бомбардувальник» після того, як він приземлився на черево і близько 400 м проїхав по засніженому полю.

Відомі навіть випадки, коли літаки здійснювали порівняно успішні посадки на черево після того, як екіпаж покинув їх у польоті. Ймовірно, найвідомішим таким випадком є історія з так званим «кукурудзяним бомбардувальником». У лютому 1970 року Convair F-106 Delta Dart ВПС США над штатом Монтана увійшов у штопор. Пілот не зміг виправити ситуацію та катапультувався, але віддача від крісла стабілізувала літак, який пролетів кілька кілометрів і приземлився у полі. Літак отримав незначні ушкодження, й після ремонту його повернули до експлуатації. Після зняття F-106 з озброєння «кукурудзяний бомбардувальник» виставлений у Національному музеї ВПС США. Додатковий курйоз полягає в тім, що прізвисько «кукурудзяний бомбардувальник» є абсолютно хибним, оскільки цей літак насправді є перехоплювачем, і приземлився він на пшеничному полі.